# Ahnsen
Ahnsen er en by og kommune i det nordvestlige Tyskland med 1028 indbyggere (2018-12-31), beliggende i den nordlige del af Samtgemeinde Eilsen i den sydvestlige del af Landkreis Schaumburg. Denne landkreis ligger i delstaten Niedersachsen. Kommunen er beliggende ved udkanten af Naturpark Weserbergland Schaumburg-Hameln mellem byerne Minden og Hameln.